# David Bowers

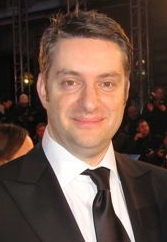
David Bowers im Jahr 2006

David Bowers (* 28. Juni 1970 in Cheshire, England) ist ein britischer Filmregisseur, Drehbuchautor und Synchronsprecher.

## Leben
David Bowers wurde 1970 in Cheshire geboren und studierte Bildende Kunst an der Chester School of Art sowie Animation am West Surrey College für Kunst und Design. Zunächst war er im Film Falsches Spiel mit Roger Rabbit als Inbetweener tätig. Danach arbeitete er als Animator für den Film Feivel, der Mauswanderer im Wilden Westen, bevor er sich freiberuflich mit Anzeigen und Features befasste. Mit der Schließung von Amblimation und der Gründung von DreamWorks Animation zog Bowers 1997 nach Glendale, Kalifornien, um als Story-Künstler für Der Prinz von Ägypten und Der Weg nach El Dorado zu arbeiten.
Nach der Veröffentlichung von Chicken Run – Hennen rennen wechselte er seinen Arbeitsort zwischen Los Angeles und Bristol und arbeitete an mehreren DreamWorks- und Aardman-Projekten, darunter die CG-Zeichentrick-Komödie Große Haie – Kleine Fische und das mit dem Oscar ausgezeichnete Wallace & Gromit – Auf der Jagd nach dem Riesenkaninchen. Außerdem führte Bowers Regie bei drei der vier Gregs-Tagebuch-Filmen.

## Filmografie (Auswahl)
Als Regisseur
- 2006: Flutsch und weg (Flushed Away)
- 2009: Astro Boy – Der Film (Astro Boy)
- 2011: Gregs Tagebuch 2 – Gibt’s Probleme? (Diary of a Wimpy Kid: Rodrick Rules)
- 2012: Gregs Tagebuch 3 – Ich war’s nicht! (Diary of a Wimpy Kid: Dog Days)
- 2017: Gregs Tagebuch – Böse Falle! (Diary of a Wimpy Kid: The Long Haul)

Als Drehbuchautor
- 2009: Astro Boy – Der Film (Astro Boy)
- 2017: Gregs Tagebuch – Böse Falle! (Diary of a Wimpy Kid: The Long Haul)